# Il cavallo pallido
Il cavallo pallido (Le Cheval blême) è una raccolta di oneshot di David B.. Dedicata alla figura soprannaturale del Cavallo Pallido (noto anche come Incubo o Cauchermar), l'opera risulta composta da capitoli autoconclusivi, posti in ordine cronologico ed estesi per un arco temporale che va dai primi mesi del 1980 al dicembre del 1991. Gli oneshot, infatti, non sono altro che la narrazione a fumetti degli incubi dell'autore, che perciò indica ad ogni inizio capitolo la data in cui tali visioni oniriche gli si sono manifestate.
Pubblicata originariamente in Francia da L'Association nel marzo del 1992, l'opera è stata importata in Italia da Coconino Press nel 2011. La stessa casa editrice ha poi pubblicato anche la seconda antologia di incubi, Complotti notturni.
Il cavallo pallido contiene i racconti: Il circo, La luce, La serranda di ferro, L'apprendista, L'elefante, Il letto di morte, La recinzione, Il topo economo, Il grande naso, L'appartamento, Il coltello, La casa velenosa, Il cuore, Il pesce martello, La morte al lavoro.